# Арутюнов, Сергей Артёмович
Сергей Артёмович Арутюнов (15 марта 1922, Ташкент, Киргизская АССР — 5 апреля 2015, Ташкент) — советский и узбекистанский футбольный тренер.

## Биография
В 15 лет играл в детской команде ташкентского Дворца пионеров. С 1940 года играл на позиции нападающего «Динамо» Ташкент, становившееся чемпионом и обладателем Кубка Узбекской ССР. Участник Великой Отечественной войны, затем играл за «Спартак» Ташкент, был капитаном команды ташкентского Текстилькомбината, тренировал команду «Красное знамя». Судья республиканской категории.
В 1953 году поступил в Высшую школу тренеров. Работал старшим тренером в футбольной школе «Пахтакора» (1956—1970) и РУОР имени Г. Титова (1971—1999).
Подготовил более 50 известных футболистов, среди которых: Бекташев, Вячеслав Михайлович, Доценко, Сергей Александрович, Исаков, Туляган Ульмасович, Красницкий, Геннадий Александрович, Пшеничников, Александр Александрович, Солохо, Вячеслав Васильевич.
Член Президиума Федерации футбола Узбекистана. На протяжении 10 лет — председатель клуба «Кожаный мяч». Создатель музея истории футбола Узбекистана на базе в Чигатае.
Скончался в апреле 2015 года в возрасте 93 лет.

## Достижения
- Бронзовые медали первенства среди групп подготовки команд мастеров («Пахтакор», 1959).
- «Кубок Юности» (сборная Узбекской ССР, 1964 или 1965[уточнить])
- Бронзовые медали международного юношеского турнира (сборная Узбекской ССР, 1974, 1976)

## Звания и награды
- Заслуженный тренер Узбекистана (1962).
- Орден «Соглом авлод учун» I степени (1999)[3]
- Заслуженный наставник молодежи Республики Узбекистан (2006)[4].
- Почётная золотая медаль ФИФА (1988).